# Hiperfoco
Hiperfoco é uma forma intensa de concentração mental que foca a consciência em um assunto, tópico ou tarefa. Em alguns indivíduos, assuntos ou tópicos também podem incluir devaneios, conceitos, ficção, imaginação e outros objetos da mente. O hiperfoco em um determinado assunto pode causar desvios de tarefas atribuídas ou importantes.
Do ponto de vista psiquiátrico, o hiperfoco é considerado um traço do TDAH em conjunto com a desatenção, e tem sido proposto como um traço de outras condições, como esquizofrenia e transtorno do espectro autista (TEA).
O hiperfoco pode ter uma relação com o conceito de fluxo. Em algumas circunstâncias, tanto o fluxo quanto o hiperfoco podem ser beneficiais para sucessos, mas em outras circunstâncias, o mesmo foco e comportamento podem ser uma desvantagem, distraindo da tarefa em mãos. No entanto, ao contrário do hiperfoco, o fluxo é frequentemente descrito em termos mais positivos, sugerindo que não são dois lados da mesma condição sob circunstâncias ou intelecto contrastantes.

## Sintoma psiquiátrico
O hiperfoco pode, em alguns casos, também ser sintomático de uma condição psiquiátrica. Em alguns casos, é referido como perseveração — uma incapacidade ou deficiência em alternar tarefas ou atividades (“Troca de Tarefas”), ou parar de repetir respostas mentais ou físicas (gestos, palavras, pensamentos) apesar da ausência ou termino de um estímulo. Distingue-se da estereotipia (um comportamento idiossincrático altamente repetitivo).
As condições associadas ao hiperfoco ou perseveração incluem transtornos do neurodesenvolvimento, particularmente as que compõem o espectro autista e transtorno de déficit de atenção e hiperatividade (TDAH). No TDAH, pode ser um mecanismo de enfrentamento ou um sintoma de autorregulação emocional. As pessoas chamadas “⁣duas vezes excepcionais”, com alto intelecto e dificuldades de aprendizagem, podem ter um ou ambos dos comportamentos de hiperfoco e perseveração. Essas condições são muitas vezes imitadas por condições semelhantes envolvendo disfunção executiva ou desregulação emocional, e a falta de diagnóstico e tratamento pode levar a mais comorbidades.

### TDAH
No TDAH, pensamentos podem ser mais lentos do que em pessoas neurotípicas (embora isso não seja universal) e podem ser "longos ou tangenciais". Esses sintomas de desatenção ocorrem em conjunto com o que foi chamado de "hiperfoco" pela Declaração de Consenso Europeu de 2019 sobre TDAH em adultos. A concentração excessiva ou hiperfoco geralmente ocorre se a pessoa achar algo "muito interessante e/ou fornecer gratificação instantânea, como jogos de computador ou bate-papo online. Para tais atividades, a concentração pode durar horas a fio, de forma muito focada."
O TDAH é uma dificuldade em direcionar a atenção (uma função executiva do lobo frontal), não uma falta de atenção.
Condições improváveis de serem confundidas com hiperfoco geralmente envolvem repetição de pensamentos ou comportamentos, como transtorno obsessivo-compulsivo (TOC), transtorno de estresse pós-traumático e alguns casos de lesão cerebral traumática.

### Autismo
Dois principais sintomas do transtorno do espectro autista (TEA) incluem sons ou movimentos repetitivos e fixação em várias coisas, incluindo tópicos e atividades. O hiperfoco no contexto do TEA também tem sido referido como a incapacidade de redirecionar pensamentos ou tarefas à medida que a situação muda (flexibilidade cognitiva).
Uma explicação sugerida para o hiperfoco em pessoas com TEA é que a atividade em que eles estão hiperfocados é previsível. A aversão a situações imprevisíveis é uma característica do TEA,⁣ portanto, enquanto focam em algo previsível, eles terão dificuldade em mudar para uma tarefa imprevisível.

### Esquizofrenia
A esquizofrenia é uma condição mental caracterizada por uma desconexão da realidade, incluindo delírios grandiosos, pensamento desorganizado e comportamento social anormal. Recentemente, o hiperfoco chamou a atenção como parte dos sintomas cognitivos associados a esse transtorno. Nesse caso, o hiperfoco é um foco intenso no processamento da informação disposta à sua frente. Essa hipótese sugere que o hiperfoco é a razão pela qual aqueles que sofrem de esquizofrenia têm dificuldade em espalhar sua atenção por várias coisas.